# Vademecum

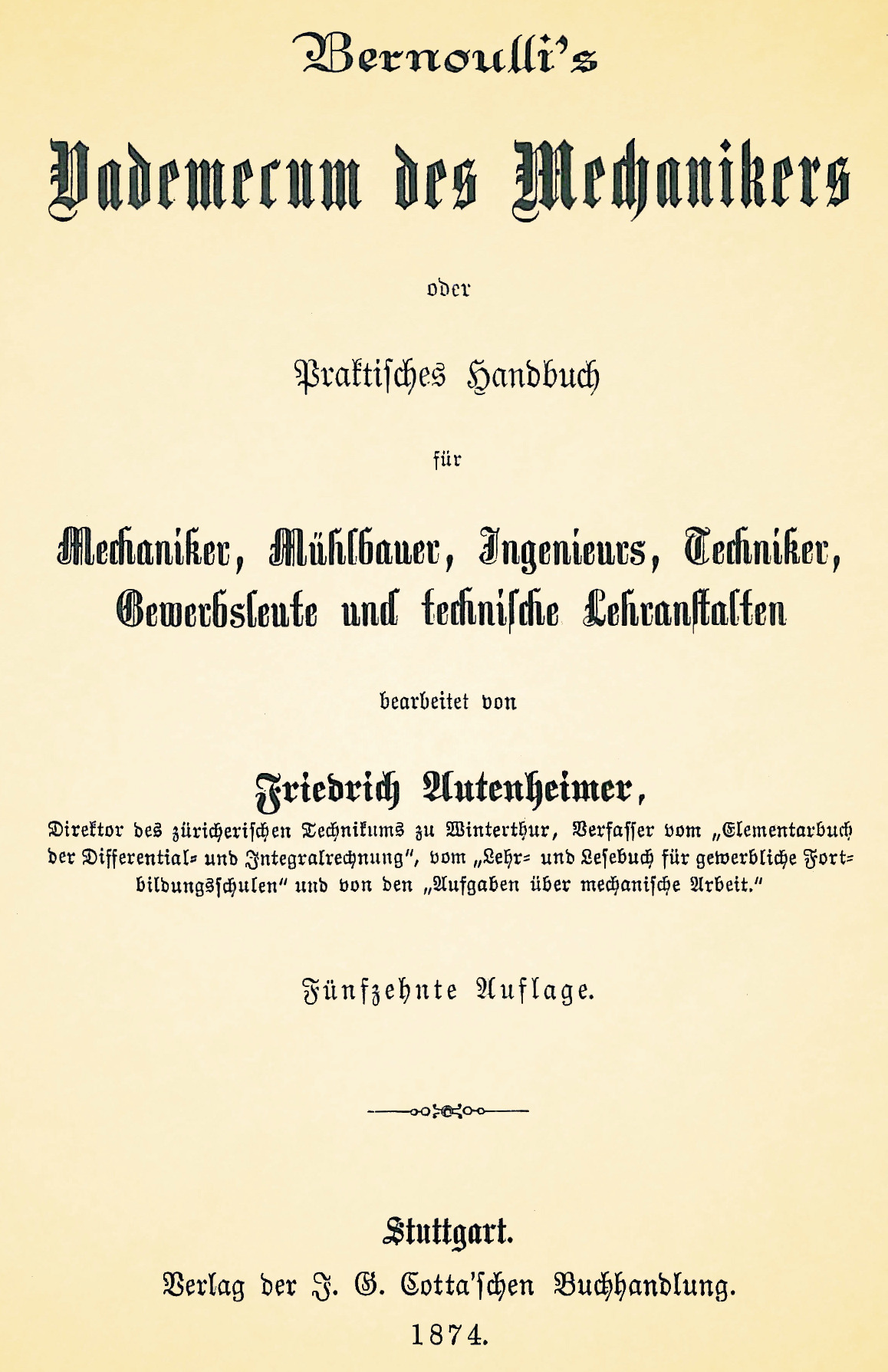
Vademecum des Mechanikers del Bernoulli, quindicesima edizione, edito a Stoccarda nel 1874.

Un vademecum (dal latino "vade mecum" che significa "va' con me", con il significato figurativo ti do una mano) è una guida o un formulario contenente le nozioni più importanti di un argomento generalmente scientifico, tecnico, artistico.
Un vademecum è quindi un compendio di informazioni riguardanti un particolare campo o una particolare tecnica. È creato in modo da fornire risposte rapide e concise su un particolare argomento.